# Тресков, Герман фон
Герман Генрих Теодор фон Тресков (нем. Hermann Heinrich Theodor von Tresckow; 1818—1900) — прусский генерал от инфантерии.

## Биография
Герман фон Тресков родился 1 мая 1818 года в Бланкенфельде под Кенигсбергом в Ноймарке.
В военную службу вступил в 1835 году. В 1848 году во время войны в Шлезвиг-Гольштейне был адъютантом генерала Эдуарда фон Бонина. В 1852 году произведён в капитаны Генерального штаба. В 1855 году произведён в майоры, с 1856 года был адъютантом короля.
В 1860 году получил в командование 27-й пехотный полк.
С 1865 года в чине генерал-майора являлся начальником военного кабинета короля Вильгельма I. В 1866 году командовал резервной кавалерийской бригадой и сражался с австрийцами.
Во время Франко-прусской войны командовал 17-й пехотной дивизией и отличился в сражениях при Орлеане и при Ле-Мане, награждён орденом Pour le Mérite. В начале 1871 года перемещён на должность начальника 19-й пехотной дивизии.
С января 1873 года командовал 10-й пехотной дивизией и в сентябре того же года стал командующим 9-м армейским корпусом в Альтоне. 22 марта 1875 года произведён в генералы от инфантерии с утверждением в должности и с сентября являлся шефом 27-го пехотного Магдебургского полка.
В августе 1888 года вышел в отставку.
Скончался 19 апреля 1900 года в имении Вартенберг в Ноймарке.

## Награды
Королевства Пруссия:
- Орден Красного орла 4-го класса с мечами (1848)
- Королевский орден Дома Гогенцоллернов командорский крест с мечами (1866)
- Железный крест (1870) 1-го и 2-го класса на чёрной ленте с белыми полосками (1870)[1]
- Орден «Pour le Mérite» (5 декабря 1870); дубовые листья к ордену (1871)[2]
- Королевский орден Дома Гогенцоллернов командорский крест со звездой и мечами (4 декабря 1871)[3]
- Орден Красного орла 1-го класса с дубовыми листьями и мечами над орденом (2 сентября 1873)[4]
- Орден Красного орла большой крест с дубовыми листьями и мечами над орденом (22 марта 1877)[5]
- Орден Святого Иоанна Иерусалимского почётный рыцарь (Ehrenritter) (1858); рыцарь по праву (Rechtsritter) (1867)[6]; капитан ордена (Ordens-Hauptmann) (1878)[7]
- Орден Чёрного орла (16 сентября 1881); цепь к ордену (1882)[8]

Российской империи:
- Награждён орденом Св. Георгия 4-й степени (27 декабря 1870).
- Среди прочих наград фон Тресков имел российский орден св. Александра Невского (алмазные знаки к этому ордену пожалованы 15 августа 1882 года).